# Down To Earth
Down To Earth (в буквален превод „Слизане от облаците“) е четвъртият студиен албум на рок групата „Рейнбоу“, издаден през 1979 г. По-голямата част от албума е написана още по времето, когато Греъм Бонит е част от групата. Този албум е с по-комерсиален звук от предишните албуми. Част от топ 10 хитове на Великобритания стават песните Since You Been Gone и All Night Long. В записването участват бившият по онова време басист на „Дийп Пърпъл“ Роджър Глоувър и бъдещият член на същата Дон Еъри. Текстовете са написани от Глоувър, а музиката от Блекмор, Еъри и Кози Пауъл. Ремастерирано CD излиза през май 1999 г.

## Състав
- Греъм Бонит – вокал
- Ричи Блекмор – китара
- Роджър Глоувър – бас
- Дон Еъри – клавишни
- Кози Пауъл – барабани